# Провозглашение Бразильской республики

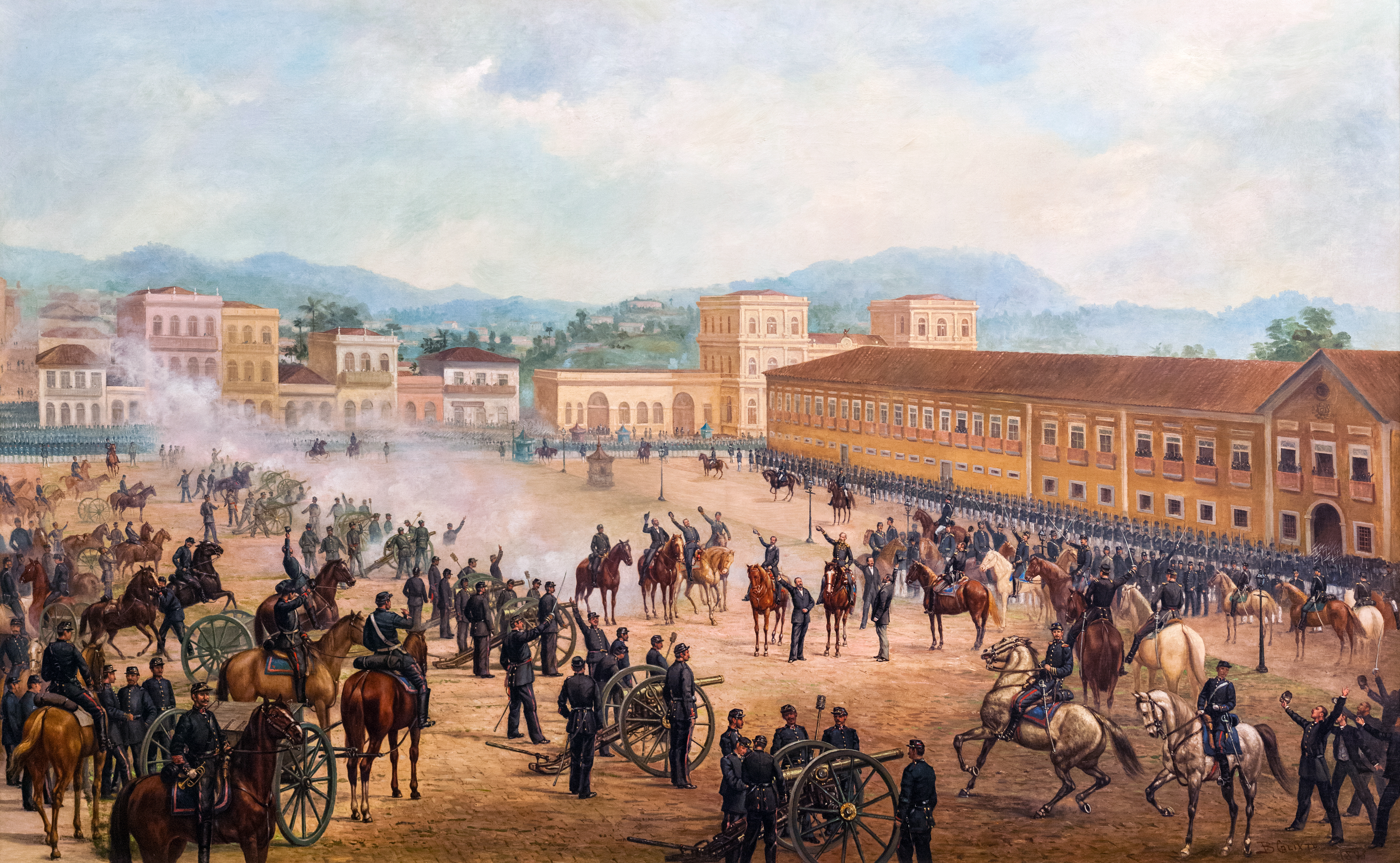
Провозглашение республики, картина Бенедиту Калишту. 1893

Маршал Мануэл Деодору да Фонсека провозглашает республику, картина Энрике Бернардели

Провозглашение Бразильской республики представляло собой военный переворот, произошедший 15 ноября 1889 года, в результате которого в Бразилии была упразднена монархия и установлена президентская республика во главе с маршалом Мануэлом Деодору да Фонсекой.
Военному перевороту предшествовал довольно продолжительный период упадка монархии. Бразильская империя увязла в долгах, начался финансовый кризис. Самые радикальные из либералов открыто основали в Рио-де-Жанейро Республиканский клуб и выпустили манифест, осуждающий политическое устройство, основанное на «архаических институтах».
Среди воспитанников элитной Военной школы Прайя Вермелья в Рио-де-Жанейро, в которой преподавал Бенжамин Констан, было много сторонников позитивизма, идей Огюста Конта. Они считали, что лучшей формой правления является описанная Контом «республиканская диктатура», «правительство национального спасения, действующее в интересах народа». 
Бенжамин Констан привлёк на свою сторону популярного в армии маршала Деодору да Фонсеку. Фонеска был убежденным консерватором и личным другом императора Педру II, но до него дошли слухи, что его отправят в отставку, и он решил присоединиться к заговорщикам. 
Первоначально переворот намечался на 20 ноября 1889 года, но его решили перенести на более раннюю дату, так как прошел слух, что Фонсеку отправят в отставку раньше, а части, где были особенно сильны заговорщики, передислоцируют или расформируют.
Утром 15 ноября 1889 года мятежные военные направились к центральной площади Рио-де-Жанейро (теперь она носит имя Республики), где стояло здание Главного штаба. Премьер-министр виконт ди Оуру-Прету отправил против мятежников отряды морской пехоты и полиции, но они примкнули к восставшим. Мятежники выстроились перед Главным штабом, где успели собраться все министры, и Фонсеку заявил им об их свержении. 
После этого Фонсеку вернулся домой, а в муниципальном совете Рио-де-Жанейро было составлено обращение к нации, в котором говорилось об отмене монархии. Только тогда о произошедшем впервые доложили императору Педру II, который вернулся из загородной резиденции в столицу, дал аудиенцию Оуру-Прету и принял его отставку. Но он решил назначить нового премьера, а Фонсеке предложил лишь пост военного министра. Когда об этом известили маршала, он заявил: «Поздно, у нас уже есть новое правительство». Вечером 15 ноября был издан декрет о создании федеративной республики Соединённых Штатов Бразилии. 17 ноября Педру II отбыл в Европу.

## Лидеры переворота
Руй Барбоза ди Оливейра, М. Ф. ди Кампус Салис, Флориану Виейра Пейшоту, К. Бокаюва.